# Fish Upon the Sky
『Fish Upon the Sky』（タイ語: ปลาบนฟ้า、フィッシュ・アポン・ザ・スカイ）は、プーウィン・タンサックユーンとナラウィット・ルートラコム（ポンド）が主演する2021年のタイのテレビドラマシリーズ。
Sakon Wongが監督し、GMMTVが製作したこのテレビドラマシリーズは、2020年12月3日の「GMMTV2021 The NewDecadeBegins」イベント中で発表された2021年放送予定の16作品の1つである。2021年4月9日から6月25日まで、毎週金曜日にGMM 25で20:30（ICT）より、同日LINE TVで22:30（ICT）より放送された。日本でも2022年2月1日からTELASAにて配信開始された。

## キャストとキャラクター

### 主演
- Pi Pattawee Panichapun役：プーウィン・タンサックユーン[3]
- Mork Sutthaya Nithikornkul役：ナラウィット・ルートラコム（ポンド）

### 助演
- Mueang Nan役：サハパー・ウォンラート（ミックス）
- Duen役：トライ・ニムタワット（ニオ）
- Mean役：タナウィン・ティーラプーコーソン（ルイス）

### The Kitty Gang
- Yok役：タナセット・スリヤポンチャイクン（ユーロ）
- Koh役：タナウィン・ポンチャルンラット（ウィニー）
- James役：キッティポップ・セーリーウィチヤサワット（サタン）
- Jeans役：チャヤポン・ジュターマー（エージェー）

### その他の登場人物
- Bam役：プローイションプー・スパサップ（ジャン）
- Wan役：プロンフィリヤ・トンプッタラック（パーペン）
- Namphueng役：パチャラー・タプトーン（クラプーク）
- Prik Pao役：Darina Bunchu (Nancy)
- Kluea Kang役：Yourboy Nureee
- Phu役：Chotipat Surasawat (Jeng) （第9話）

## オリジナルサウンドトラック
| タイトル                 | アーティスト       | 備考  |
| ------------------------ | ------------------ | ----- |
| ข้างๆ (Khang Khang)       | ルイス・タナウィン | [ 4 ] |
| คนแบบไหน (Khon Baep Nai) | ミックス・サハパー | [ 5 ] |

## 評価
- 下表では青文字が最低の評価を表し、 赤文字が最高の評価を表します。

| No.  | 放送日        | 評価  |
| ---- | ------------- | ----- |
| 1    | 2021年4月9日  | 0.163 |
| 2    | 2021年4月16日 | 0.245 |
| 3    | 2021年4月23日 | 0.135 |
| 4    | 2021年4月30日 | 0.236 |
| 5    | 2021年5月7日  | 0.159 |
| 6    | 2021年5月14日 | 0.183 |
| 7    | 2021年5月21日 | 0.249 |
| 8    | 2021年5月28日 | 0.222 |
| 9    | 2021年6月4日  | 0.235 |
| 10   | 2021年6月11日 | 0.135 |
| 11   | 2021年6月18日 | 0.185 |
| 12   | 2021年6月25日 | 0.207 |
| 平均 | 平均          | 0.197 |

## ファンミーティング
2021年8月3日、GMMTVはオンラインファンミーティング「FISH UPON THE SKY Live Fan Meeting 'A Sky Full of Fish'」の実施を発表した。 ファンミーティングは2021年9月4日に実施され、プーウィン、ポンド、ニオ、ルイスとスペシャルゲストとしてミックスが出演した。